# 2810 Lev Tolstoj
2810 Lev Tolstoj è un asteroide della fascia principale. Scoperto nel 1978, presenta un'orbita caratterizzata da un semiasse maggiore pari a 2,6064540 UA e da un'eccentricità di 0,1522936, inclinata di 12,72193° rispetto all'eclittica.
L'asteroide è dedicato allo scrittore russo Lev Tolstoj.